# Laons
Laons é uma comuna francesa na região administrativa do Centro, no departamento Eure-et-Loir. Estende-se por uma área de 15,85 km². Em 2010 a comuna tinha 694 habitantes (densidade: 43,8 hab./km²).